# Болдуман Михайло Пантелеймонович
Миха́йло Пантелеймо́нович Болдума́н  (*8 серпня 1898, Грабарівці — †28 липня 1983, Москва) — український актор, народний артист РРФСР (з 1947). Народний артист СРСР (1965).

## Біографія
Народився в селі Грабарівці (кол. Ізраїлівка Могилевської губернії) Вінницької області. Навчаючись в жмеринській гімназії в 1920, брав участь в любительських виставах. З 1921 — на професійній сцені Української РСР. В 1924—1931 був прем'єром Київського театру російської драми. З 1933 — актор МХАТу.
Найкращі ролі Болдумана:
- Хомутов («Вогненний міст» Ромашова)
- Вершинін («Три сестри» Чехова)
- Синцов («Вороги» Горького)
- Платон Кречет (в однойменній п'єсі Корнійчука)

## Фільмографія
- 1939 — «Піднята цілина» — Нагульнов
- 1940 — «Салават Юлаєв» — Омелян Пугачов
- 1941 — «Мрія» — Зигмунд Домбек
- 1953 — «Сріблястий пил» — Самуїл Стіл
- 1972 — «День за днем» — Антонов

## Нагороди
- Сталінська премія, 1946, 1950